# Miletus erythrina
Miletus erythrina är en fjärilsart som beskrevs av Waterhouse och Charles Lyell 1909. Miletus erythrina ingår i släktet Miletus och familjen juvelvingar. Inga underarter finns listade i Catalogue of Life.